# Le Bureau d'éclaircissement des destins
Le Bureau d'éclaircissement des destins est un roman de Gaëlle Nohant publié en 2023 aux édition Grasset.

## Résumé
À travers l’histoire d'une femme française qui travaille pour le Service international de recherches (en anglais International Tracing Service - ITS) et qui a pour mission de rendre des objets à d'éventuels ayants droit, le livre, à travers le destin de quelques personnages de fiction, évoque certains faits qui se sont déroulés lors de la Seconde Guerre mondiale. 
Inspiré par des témoignages de rescapés (Germaine Tillion est, entre autres, citée dans l'ouvrage), l'accent est mis sur des événements qui se sont déroulés dans les camps de Ravensbrück et de Treblinka. Il traite aussi de l'aryanisation de certains enfants polonais.
Le roman évoque aussi les tentatives réalisées en Allemagne mais aussi dans les puissances occupantes, d'occulter ce passé, particulièrement au cours de la période que l'on appelle la guerre froide.

## Réception critique
Ce livre à reçu le grand prix RTL-Lire Magazine littéraire en 2023

## Éditions
- Éditions Grasset[1], 2023  (ISBN 978-2246828860).
- Le Livre de poche, 28-02-2024, 432 p.,  (EAN 9782253248613).